# Deyna Castellanos Naujenis
Deyna Cristina Castellanos Naujenis (Maracay, 18 d'abril de 1999) és una futbolista professional veneçolana que juga com a davantera al Manchester City FC de la FA Women's Super League i a la selecció femenina de Veneçuela.

## Trajectòria
Després de jugar els seus tres anys universitaris al Florida State, el 2 de gener de 2020 Castellanos va signar un contracte de dos anys amb el club espanyol Club Atlético de Madrid Féminas. Després de dos anys a Madrid, Castellanos va fitxar pel Manchester City, on el 3 de juny de 2022 va signar un contracte de tres anys.
L'abril de 2018, Castellanos va formar part de la selecció veneçolana a la Copa Amèrica Femenina 2018. Va debutar contra la selecció d'Equador el 5 d'abril, i va marcar quatre gols en la victòria per 8-0 contra la selecció de Bolívia quatre dies després. El 2021, als 21 anys, va ser designada per primera vegada capitana de l'equip.
Castellanos ha treballat com a analista per a NBC i Telemundo a les copes del món de futbol de 2018 i 2019. És una fanàtica dels tatuatges i en té més de 30.